# Jacinto Rivera de Rosales
Jacinto Rivera de Rosales Chacón (Lorca, 1949-Madrid, 2021) fue un catedrático de filosofía y profesor de historia de la filosofía moderna de la Universidad Nacional de Educación a Distancia.

## Biografía
Doctor en filosofía por la Universidad Complutense de Madrid, de 1979 a 1989 desempeñó diversos cargos relacionados con la docencia en la Facultad de Filosofía y Ciencias de la Educación de dicha universidad.
De 1989 a 2008 fue profesor titular de universidad, área de filosofía, en la Universidad Nacional de Educación a Distancia, a partir de 2008 catedrático y desde 2011 a 2015 decano de la facultad de filosofía.
Fue Vicepresidente de la Sociedad Fichteana Internacional (Internationale J.G. Fichte-Gesellschaft) de 2009 a 2012 y Presidente de 2012 a 2018, así como Vicepresidente de la Sociedad de Estudios Kantianos en Lengua Española (SEKLE) de 2010 a 2014, y Presidente de 2014 a 2018. También fue coordinador de la Red Ibérica de Estudios Fichteanos (RIEF) desde el 2007, y del Grupo de Estudios Schellingianos (GES) desde 2020. Asimismo, fue miembro del Comité Asesor o del Comité de Redacción de varias revistas filosóficas de España y del extranjero.

## Obra
Sus trabajos versan sobre diversos autores: Descartes, Spinoza, Kant, Fichte, Schiller, Schelling, Hegel, Ortega, Heidegger, Gadamer, Hannah Arendt, Paul Ricoeur, Dieter Henrich o Gianni Vattimo, así como sobre el Romanticismo alemán, la ontología, la moral y el derecho, la vida orgánica y la subjetividad, el trato a los animales, la estética y el arte contemporáneo, la corporalidad del sujeto, las tareas de la filosofía o las cuestiones metodológicas de la investigación filosófica.
Ha traducido fundamentalmente del alemán, del francés y del italiano.
De entre su extensa publicación propia, en coordinación, en colaboración, cuadernos, edición de revistas, traducciones, artículos y reseñas, destaca:

### Libros propios
- La realidad en sí en Kant, (publicación de la tesis doctoral) Universidad Complutense, Madrid, 1988 (720 págs.).
- El punto de partida de la metafísica transcendental. Un estudio crítico de la obra kantiana, Cuadernos de la UNED 126, Madrid, 1993. Reedición: Ediciones Xorki, Madrid, 2011 (325 págs.).
- I. Kant: El conocimiento objetivo del mundo. Guía de lectura de la "Crítica de la razón pura", UNED, Madrid, 1994 (142 págs.).
- Kant: la «Critica del Juicio teleológico» y la corporalidad del sujeto, UNED (Aula abierta), Madrid, 1998, 171 págs. 1ª reimpresión 2005, 169 páginas.
- Sueño y realidad. La ontología poética de Calderón de la Barca, Olms Verlag, Hildesheim (Alemania), 1998, 326 págs.
- Fichte, RBA, Barcelona, 2015, 159 págs. Traducido al francés: Fichte, RBA France, Paris, 2016, 159 págs., y al italiano: Fichte, RBA Italia, Milano, 2017, 160 págs.

### Traducción
- Traducción, con prólogo y notas críticas, en colaboración con la Profesora Dª Virginia López Domínguez, del libro de J. G. Fichte, Reseña de "Enesidemo", Ediciones Hiperión, Madrid 1982 (107 págs.).
- Traducción, con prólogo y notas críticas, en colaboración con la Profesora Dª Virginia López Domínguez, del libro de F. W. J. Schelling, Sistema del idealismo trascendental, Editorial Anthropos, Madrid, 1988, 20052 (479 págs.). Ayuda de Inter-Nationen.
- Traducción, con Alberto Ciria, de Reinhard Lauth, La Doctrina transcendental de la naturaleza de Fichte según los principios de la Doctrina de la ciencia, UNED. Madrid, 2000 (195 págs).
- Traducción de C. G. Jung, Mysterium coniunctionis I, Trotta, Madrid, 2002 (pp. 15-251).
- Traducción, con Presentación y notas, del libro de J. G. Fichte, La Etica o El Sistema de la doctrina de las costumbres según los principios de la Doctrina de la Ciencia, Editorial Akal, Madrid, 2005 (409 págs.; ). Ayuda a la Creación Literaria, modalidad de traducción, del Ministerio de Cultura, 1995.
- Traducción, con Presentación y notas de la "Segunda Introducción" y del "Ensayo de una nueva exposición de la Doctrina de la Ciencia" en el libro: Johann Gottlieb Fichte, Primera y Segunda Introducción. Doctrina de la Ciencia nova methodo, Ediciones Xorki, Madrid, 2016, 160 págs.
- Traducción comentada de Fichte, La Doctrina de la Ciencia expuesta en su bosquejo general (1810), en la revista argumenta philosophica 2019/1, 17 págs.